# 3,7-cm-TAK
Die 3,7-cm-Tankabwehrkanone bzw. 3,7-cm-TAK war das erste offiziell eingeführte Panzerabwehrgeschütz deutscher Streitkräfte. Es wurde während des Ersten Weltkrieges ab Mitte des Jahres 1918 an die Fronttruppen ausgegeben, um die zunehmenden Angriffe der französischen und britischen Streitkräfte mit Kampfpanzern aufhalten zu können.

## Hintergrund
Der 15. September 1916 war eine Zäsur für die deutsche Oberste Heeresleitung (OHL). In der Somme-Schlacht bei Flers hatten die britischen Streitkräfte den ersten Angriff mit Kampfpanzer vom Typ Mark I durchgeführt. Der Schock bei den deutschen Truppen war immens. Letztlich hatten von 49 Panzern nur 14 die deutschen Linien angegriffen, doch die deutschen Soldaten kannten noch kein Abwehrmittel gegen diese Stahlkolosse. Die Feldartillerie war an diesen Tagen in der Lage auszuhelfen, doch es gab keine speziellen Waffen.
Als schließlich am 20. November 1917 bei Cambrai auf einer Front von 10 Kilometern insgesamt 378 schwere britische Panzer angriffen, hatte die Oberste Heeresleitung immer noch nicht erkannt, dass spezielle Panzerabwehrwaffen benötigt wurden.

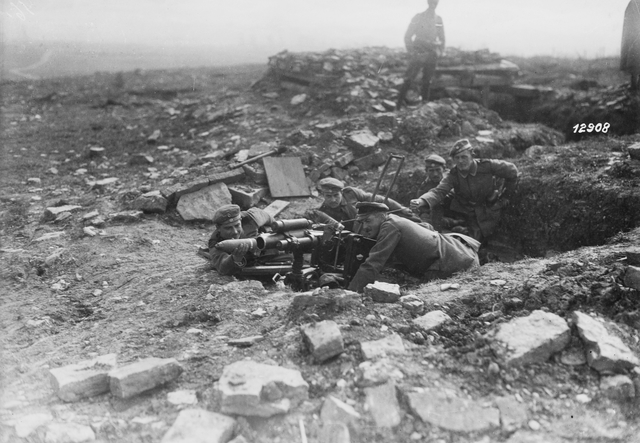
Minenwerfer zur Panzerbekämpfung

Das Armee-Oberkommando 1 meldete am 2. Oktober 1916 offiziell den Einsatz neuer Kampfmittel durch die britischen Streitkräfte. Die gepanzerten Kraftwagen hatten, so wurde gemeldet, den Auftrag, die Stellungen zu durchbrechen und diese von hinten zu beschießen. Weiter sollten Stützpunkte überrannt und bis in die Stellungen der deutschen Artillerie vorgestoßen werden. Zwei wichtige Punkte gehen aus diesem Bericht hervor. Der erste Punkt ist, dass die Bekämpfung eine Aufgabe der Artillerie sei und der zweite Punkt ist, dass diese „beachtenswerten Kampfmittel“ schon vor den eigenen Linien aufgehalten werden müssen, da ansonsten die Waffenwirkung der eigenen Abwehr die eigenen Truppen gefährde. Mit der Tarnung und Bezeichnung dieser Panzer als Tanks gelang den Briten die völlige Überraschung der deutschen Streitkräfte. Ein erster Ansatz, die Minenwerferkompanien mit Spezialgeschossen zu versehen, blieb hinter den Erwartungen zurück.
Das Tankgewehr M1918 mit Munition im Kaliber 13 × 92 mm HR konnte relativ schnell entwickelt und für die Truppe verfügbar gemacht werden. Allerdings war bereits früh absehbar, dass auch größere und schwerere Munition für die Panzerabwehr benötigt wurde. Im Kaliber 3,7-cm gab es die 3,7-cm-Sockel-Flak L/14,5; diese war jedoch nicht für die Panzerabwehr konzipiert.

## Entwicklung
Im Juli 1918 entschied die OHL, schnellstmöglich eine spezielle Kanone zur Abwehr der gegnerischen gepanzerten Kampfwagen zu beschaffen. Krupp und Rheinmetall wurden gefragt, ob man die bereits vorhandenen Rohre der 37 mm Revolverkanone und die Lafette des leichten Minenwerfers verwenden könne. Rheinmetall entwarf daraufhin drei verschiedene Modelle im Kaliber 3,7-cm und ein Modell im Kaliber 2-cm. Von Krupp wurde ein 3,7-cm-Modell vorgestellt und auch Oberstleutnant Fischer stellte eine 3,7-cm-Kanone sowie die Stahlwerke Becker eine 2-cm-Kanone vor.
Im Vergleich überzeugte der Entwurf von Rheinmetall, bei dem die Lafette des Minenwerfers verwendet wurde und alle nicht für die Panzerabwehrkanone erforderlichen Teile entfernt worden waren. Das mit 175 kg geringe Eigengewicht wurde durch das Gewicht des Richtschützen, der auf der Lafette saß, erhöht, um der Waffe mehr Stabilität beim Schuss zu verleihen. Die Waffe wurde als 3,7-cm-Tankabwehrkanone Rheinmetall in starrer Räderlafette eingeführt.

## Produktion
Geschütze wurden im August bei Krupp und bei Rheinmetall bestellt, um die neuen Kanonen möglichst schnell an die Front zu bringen. Beide Firmen sollten ab Mitte September monatlich jeweils 12 Geschütze liefern, um schnellstmöglich Mannschaften daran auszubilden. Nachdem jedoch der Krupp-Entwurf wegen der Komplexität des Entwurfs nicht so schnell ausgeliefert werden konnte, entschied sich die Heeresleitung dafür alle Geschütze bei Rheinmetall bauen zu lassen. Die erste Rheinmetallbestellung von 300 Geschützen wurde dann auf 1.200 Stück erhöht.
Die einfache Konstruktion, welche auf vorhandene Komponenten zurückgriff, erlaubte es der Firma in kürzester Zeit zur Massenherstellung überzugehen. Mit einer Entwicklungszeit von nur 2 Monaten und einer Fertigung zwischen Mitte August und Mitte November 1918 schaffte es Rheinmetall, etwa 600 dieser Geschütze zu produzieren.

## Technische Beschreibung
Die 3,7-cm-TAK (1918) war wie ein kleines Artilleriegeschütz konzipiert, welches nur für das direkte Schießen ausgelegt ist. Das Rohr war in der Rohrwiege fixiert und es gab weder Rücklauf- noch Vorholmechanismus. Eine Mündungsbremse zur Verringerung des Rückstoßes war ebenfalls nicht integriert. Das Rohr entsprach dem der 5-läufigen-Revolverkanone von Hotchkiss, als Lafette diente jene des leichten 7,58-cm-Minenwerfers. Um die Munition leicht verfügbar zu machen, wurde links und rechts des Geschützrohres je ein Kasten eingebaut, in dem 24 Schuss gelagert werden konnten. Um die Waffe zu richten, hatte das Rohr, mittels zweier Halterungen erhöht, Kimme und Korn. Das seitliche Richten erfolgte mit einem Handrad und mittels Schrauben konnte die Höhe justiert werden.
Im hinteren Bereich der Kastenlafette war ein Blechsitz für den Richtschützen mittig auf die Oberseite der Lafette montiert. Der Lafettenkasten endete in einem Erdsporn, bei dem in der Mitte ein Protzhaken montiert war. Seitlich des Protzhakens konnte eine Schleppstange für den Mannschaftszug und ein schnelles Seitenrichten im großen Winkel in zwei Halterungsösen eingeschoben werden. Hierdurch wurde der Transport mit der vierköpfigen Mannschaft, in schwerem Gelände oder auf längeren Strecken bespannt mit einem Pfeld an der Protze des Minenwerfers, ermöglicht.
Die reguläre Feuerhöhe auf Rädern lag bei 51,5 cm über dem Boden. Um das Geschütz auch mit niedriger Silhouette einbauen zu können, waren die beiden großen Holzspreichenräder abnehmbar montiert.
Das Geschoss der 3,7-cm-TAK hatte ein Gewicht von 465 g und war damit in der Lage, auf eine Entfernung von 500 m eine Panzerung von 15 mm zu durchschlagen. Um die Kanone auch gegen nicht gepanzerte Ziele nutzen zu können, wie zum Beispiel gegnerische MG-Nester, gab es zusätzlich Sprenggeschosse.

## Einsatz
Die 3,7-cm-Tankabwehrkanone Rheinmetall sollte von den Minenwerfer-Bataillonen eingesetzt werden, die jeweils 32 dieser Geschütze erhalten sollten. Die Ausbildung erfolgte an den Standorten, welche auch die Ausbildung für die Infanteriegeschütze durchführten, da die dortigen Ausbildungsoffiziere bereits Erfahrungen in der Bekämpfung gegnerischer Kampfwagen aufweisen konnten. Der eigentliche Geschütztrupp bestand dann aus sieben Soldaten, einem Richtschützen, einem Ladeschützen, dem Geschützführer und vier Schützen zur Abwehr der die Kampfwagen begleitenden Infanterie. Je zwei Geschütze wurden dabei von einem Offizier geführt, der mit seiner Ordonnanz und zwei Meldern den Einsatz koordinierte. Beide Geschütze sollten so eingesetzt werden, dass sie sich gegenseitig Deckungsfeuer geben konnten.

## Weiterentwicklung
Basierend auf den Erfahrungen mit der 3,7-cm-Tankabwehrkanone wurden Ende der 1920er-Jahre weitere Projekte bekannt. Im Bereich der Panzerjäger-Selbstfahrlafetten wurden für den Leichttraktor Varianten von 3,7-cm-Kanonen erprobt. Die spätere 3,7-cm-PaK 36 war eine der Folgeentwicklungen, die ebenfalls auf den Erfahrungen zur 3,7-cm-Tankabwehrkanone basierte.

## Museale Rezeption
- Bayerisches Armeemuseum - Eine 3,7-cm-TAK ist neben anderen Geschützen im Reduit Tilly ausgestellt.
- Wehrtechnische Studiensammlung Koblenz - Die Sammlung verfügt über ein Geschütz in der Ausstellung der Panzerabwehrwaffen.